# Középső szájpadvarrat

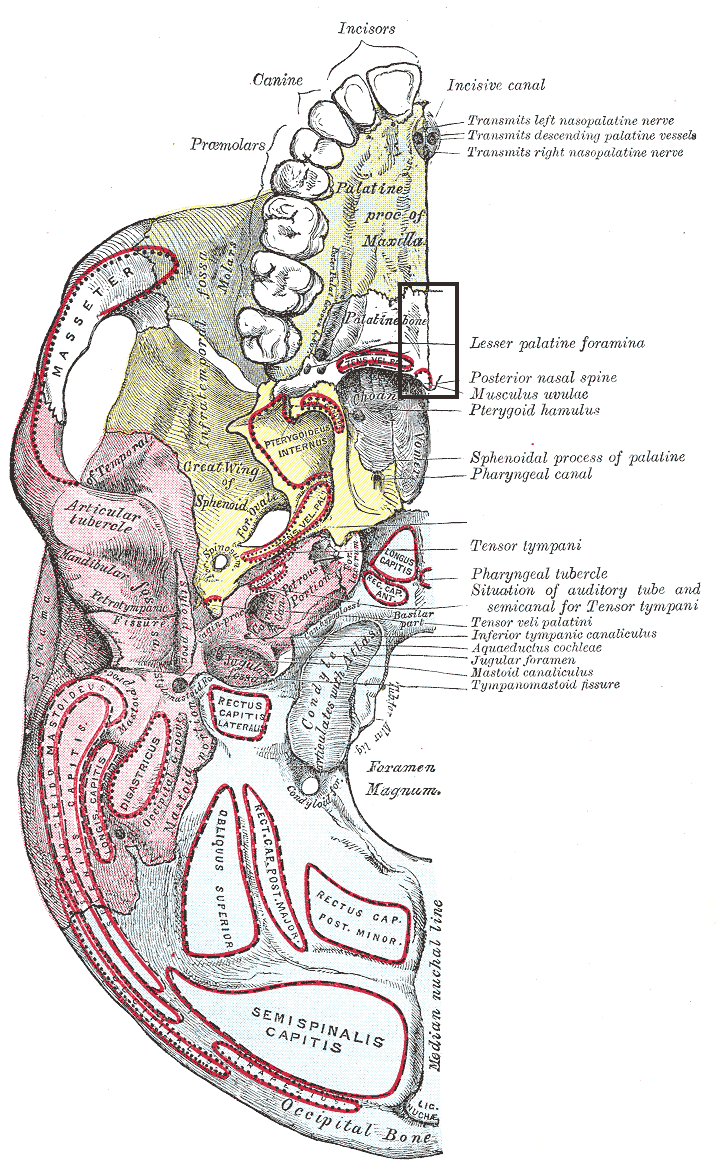
A koponya (cranium) alulról (a fekete téglalap jelöli a varrat helyét de a képen látható koponya pont ott van kettévágva)

A középső szájpadvarrat (sutura palatina mediana) egy varrat, mely a két szájpadcsontot (os palatinum) köti össze. Elöl a foramen incisivusba fut bele. 